# Günther Wölfle
Günther Ernst Wölfle (* 14. Oktober 1951 in Kirchheim unter Teck) ist ein schwäbischer Musiker, Liedermacher und Sänger von Blues und Rockmusik mit schwäbischen Texten.

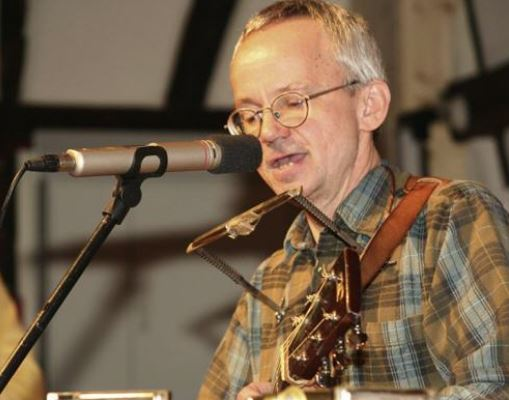
Günther Wölfle 2017

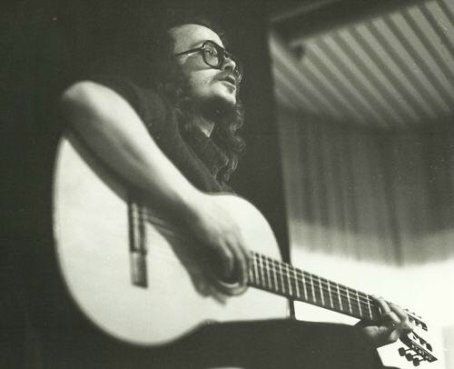
Günther Wölfle Ende der 1970er Jahre

## Leben
Günther Wölfle wurde in Kirchheim unter Teck geboren und wuchs dort auch auf.
1973 begann er das Studium im Fach Jura in Tübingen. In diesem Jahr entstanden die ersten schwäbischen Texte und Lieder.
Erste Bekanntheit erlangte er nach dem Liedermacherwettbewerb beim Süddeutschen Rundfunk (SDR) 1975.
Dort erreichte er mit den Liedern I Möcht’ So Gern A Rockstar Sei und Skat-Blues den zweiten Platz.
In Tübingen kam er mit vielen Künstlern, Musikern und Liedermachern in Kontakt. Mit Uli Keuler, Günter H. Tomaske, Rolf Linnemann, Wolle Kriwanek, Kuretitsch, Lassahn und Virch, Thommie & Tomaske (später Thommie Bayer Band) und Thomas Felder trat er im Jazzkeller und im Club Voltaire bei den beliebten „Open Stage“ Abenden auf.
1978 veröffentlichte er sein erstes Album I möcht so gern a Rockstar sei unter dem Label der EMI Group. Zwischen 1977 und 1982 tourte er durch die BRD unter anderem mit dem Gitarristen Harry Häussel, mit dem er auch sein zweites Album Live – I glaub i werd so langsam alt aufnahm. 1982 begann Günther Wölfle als Rechtsanwalt in Kirchheim unter Teck zu arbeiten.
Nach gut 30 Jahren hatten Günther Wölfle und Harry Häussel in der Kulturkneipe Hirsch in Glems und anschließend bei den Reutlinger Mundart-Wochen ihr Comeback. Dabei wurden die neuen Songs Stuttgart21 und App-Wahn zum ersten Mal gespielt. Ab dem Jahr 2017 tourte Wölfle mit Dieter Hildenbrand am Kontrabass.
Günther Wölfle arbeitete bis Juni 2024 in einem Anwaltsbüro als Fachanwalt für Strafrecht, Miet- und Wohnungseigentumsrecht in Böblingen.

## Diskografie
- I möcht so gern a Rockstar sei, 1978
- Live – I glaub i werd so langsam alt, 1980
- Goischderfahrer, 1980
- Günther Wölfle 2017 Live
- 45 Jahre Schwobablues, 2018 (Kompilation)[5]

## Auszeichnungen
- 1975: Zweiter Preis beim SDR-Wettbewerb – Bester Liedermacher von Baden-Württemberg